# Mariusz Siudziński
Mariusz Siudziński (ur. 20 sierpnia 1962 w Poznaniu) – polski aktor filmowy, teatralny i dubbingowy oraz lektor. Absolwent Wydziału Aktorskiego PWSFTviT w Łodzi. Obecnie aktor Teatru im. Stefana Jaracza w Łodzi.
W dorobku teatralnym ma między innymi rolę tytułową w Brzydalu Mariusa von Mayenburga (Teatru im. Stefana Jaracza w Łodzi) oraz monodram Zwierzenia klowna Heinrich Bölla, nagrodzony Nagrodą Główną na Festiwalu Teatrów Jednego Aktora w Toruniu. Zajmuje się również reżyserią teatralną, reżyserował przedstawienie dla dzieci Bajki pana Brzechwy (Teatr im. Stefana Jaracza w Łodzi) oraz Chorego z urojenia Moliera (Teatr Studyjny’83 im. Juliana Tuwima w Łodzi). Mariusz Siudziński jest także lektorem filmowym i telewizyjnym. Od 1986 roku pracuje jako lektor.

## Filmografia

### Lektor

#### Role filmowe
- Bajka o lisku i krasnoludkach (VHS)
- David Copperfield (VHS, dystrybucja SKONMARK)[1]

#### Filmy fabularne
- Czy to ty, czy to ja? (VHS, dystrybucja IMP)[2]
- Zła kobieta (Sony Pictures)

#### Seriale animowane
- Bionic Six (RTL 7)
- Bystry Bill (Polsat)
- Kupidyn (VHS)
- Nastolatki z Beverly Hills (wersja lektorska)
- Rocky, Łoś Superktoś i przyjaciele (RTL 7)
- Przyjaciel Bob (wersja lektorska, Metro TV)
- Superpies (RTL 7)
- Wojowniczki z Krainy Marzeń (RTL7)

#### Seriale fabularne
- Czynnik PSI (na antenie Tele 5)
- Dexter (TVN)
- Policjanci z Miami (wydanie na DVD)
- Niezwyciężony Spider-Man (Polsat)
- Tak, kochanie (Comedy Central)

#### Telenowele
- Dziedziczna nienawiść (Polsat)
- Nie igraj z aniołem (TV4)

### Filmografia
- od 2018: Na dobre i na złe – profesor Borowski
- 2014: Komisarz Alex – technik dźwięku Henryk (odc. 72)
- 2013: To nie koniec świata – lekarz (odc. 4 i 5)
- 2012: Paradoks – lekarz (odc. 6)
- 2012–2013: Prawo Agaty – sędzia Witkowski (odc. 28 i 51)
- 2006: Apetyt na miłość – Damian Miłko, ojciec Ignasia (gościnnie)
- 2005: Fala zbrodni – Kasjer (odc. 40)
- 2005: Kryminalni – ochroniarz w centrum handlowym (odc. 18)
- 2004: Walker – Tata
- 2003–2005: Sprawa na dziś – nauczyciel, Jerzy Klicki, reporter terenowy w Zdziechowie
- 2002–2008: Samo życie – „Młody”, fotoreporter i dziennikarz w redakcji gazety „Samo Życie”
- 1997: Klan – Rybicki, klient chętny na kupno mieszkania Pawła na Ursynowie (gościnnie)
- 1992: Psy – tłumacz adwokata (niewymieniony w czołówce)
- 1985: Daleki dystans – zawodnik

### Polski dubbing
- 2011: Wiedźmin 2: Zabójcy królów – Natchniony, Egan, Edward Webber, Bertold Candeleria
- 2006: Hannah Montana –  Dwayne Johnson
- 2006: Wyspa dinozaura – Dziubas
- 2004: Karolek i przyjaciele – tata Karolka, tata Pawła
- 2004: Dziadek do orzechów – Drosselmeier
- 2005: Słodkie, słodkie czary – Rockelas Robin
- 2004: Pinokio, przygoda w przyszłości – Gepetto
- 2002: Zorro – gubernator
- 2002: Wyspa skarbów
- 2002: Inspektor Gadget: Ostatnie zadanie – Inspektor Gadżet
- 2002: 20 000 mil podmorskiej żeglugi
- 2001–2009: Wróżkowie chrzestni – Tata (sezon III i IV)
- 2001–2003: Bliźniaki Cramp – Winkler
- 2001: Abrafax i piraci z Karaibów – Carlos
- 1999: Oficjalne zasady piłki nożnej
- 1994:  Tajemniczy Ogród – doktor Craven
- 1992: Zooolimpiada – Jan Wężyk
- 1987: Wielka Kolekcja Bajek (różne głosy)
- 1985: Mała księżniczka – Ramdas